# Fernando Meza
Fernando Nicolás Meza (San Martín, 21 marzo 1990) è un calciatore argentino, difensore del Palestino.

## Caratteristiche tecniche
Gioca come difensore centrale.

## Palmarès

### Club

#### Competizioni internazionali
- Recopa Sudamericana: 1

Defensa y Justicia: 2021